# Conte di Scarbrough
Conte di Scarbrough è un titolo fra i pari d'Inghilterra creato nel 1690 per Richard Lumley, II visconte Lumley.

## Storia
Il primo conte di Scarbrough è ricordato in particolar modo per essere stato uno dei Sette Immortali che invitarono Guglielmo d'Orange ad invadere l'Inghilterra per deporre suo suocero Giacomo II. Lumley era già stato creato "barone Lumley", del castello di Lumley nella contea di Durham, nel 1681, e "visconte Lumley", del castello di Lumley nella contea di Durham, nel 1689. Questi titoli vennero riconosciuti nella parìa d'Inghilterra. Il titolo di "visconte Lumley", di Waterford, venne creato nella parìa d'Irlanda nel 1628 per suo nonno Richard Lumley, che combatté nelle file dei realisti nella guerra civile inglese.
Lord Scarbrough venne succeduto dal suo figlio primogenito, il secondo conte. Questi rappresentò le costituenti di East Grinstead e Arundel alla Camera dei comuni e prestò servizio come lord luogotenente del Northumberland. Suo fratello minore, il terzo conte, sedette come membro del parlamento per Arundel e Lincolnshire. Nel 1723 egli assunse per licenza reale il titolo addizionale di Saunderson, dopo aver ereditato le sostanze di suo cugino James Saunderson, I conte Castleton. Suo figlio, il quarto conte, prestò servizio come Cofferer of the Household, come deputato Earl Marshal of England e come Joint Vice-Treasurer d'Irlanda. Lord Scarbrough sposò Barbara Savile, sorella ed erede di sir George Savile, VIII baronetto, di Thornhill (vedi baronetti Savile). Quest'ultima lasciò notevoli sostanze e proprietà nello Yorkshire e nel Nottinghamshire a suo nipote, Richard Lumley, figlio minore di lord e lady Scarbrough.
Scarbrough venne succeduto dal suo figlio primogenito, il quinto conte. Questi rappresentò Lincoln al parlamento. Alla sua morte i titoli passarono a suo fratello minore, il già menzionato Richard Lumley, che divenne sesto conte, il quale sedette anch'egli come membro del parlamento per Lincoln. Questi venne succeduto da suo fratello minore, il settimo conte, il quale assunse il cognome Savile con un Act of Parliament del 1797 secondo la volontà di suo zio sir George Savile e ne ereditò le sostanze. Suo figlio, l'ottavo conte, rappresentò il Nottinghamshire ed il Nottinghamshire settentrionale alla Camera dei comuni e prestò poi servizio come lord luogotenente del Nottinghamshire. Nel 1836 egli assunse per licenza reale il cognome Savile tra i principali.
L'ottavo conte ebbe numerosi figli illegittimi ma non si sposò mai. Egli venne succeduto da un suo cugino, il nono conte. Questi era nipote di Frederick Lumley, figlio quintogenito del quarto conte. Suo figlio, il decimo conte, fu un soldato e prestò servizio come lord luogotenente del West Riding dello Yorkshire. Questi venne succeduto da suo nipote, l'undicesimo conte, il quale era figlio del brigadiere generale Osbert Lumley, figlio minore del nono conte. Lord Scarbrough rappresentò Hull East e York al parlamento e prestò servizio come governatore di Bombay. Suo figlio, il dodicesimo conte, fu lord luogotenente del South Yorkshire. Dal 2013 i titoli sono retti dal figlio di quest'ultimo, il tredicesimo conte, che succedette al padre nel 2004.
Tra gli altri membri notabili della famiglia citiamo John Lumley-Savile, figlio illegittimo dell'ottavo conte, il quale fu un notevole diplomatico e venne creato barone Savile nel 1888.
Il villaggio nel North Riding dello Yorkshire da cui la contea derivò il proprio nome è Scarborough.
La sede della famiglia è Sandbeck House presso Rotherham. La sede storica della famiglia è il castello di Lumley.

## Visconti Lumley (1628)
- Richard Lumley, I visconte Lumley (1589–1663)
- Richard Lumley, II visconte Lumley (m. 1721) (creato "conte di Scarbrough" nel 1690)

## Conti di Scarbrough (1690)
- Richard Lumley, I conte di Scarbrough (1650-1721)
- Richard Lumley, II conte di Scarbrough (1686-1739)
- Thomas Lumley-Saunderson, III conte di Scarbrough (c. 1691-1752)
- Richard Lumley-Saunderson, IV conte di Scarbrough (1725-1782)
- George Augustus Lumley-Saunderson, V conte di Scarbrough (1753–1807)
- Richard Lumley-Saunderson, VI conte di Scarbrough (1757–1832)
- John Lumley-Savile, VII conte di Scarbrough (1761–1835)
- John Lumley-Savile, VIII conte di Scarbrough (1788–1856)
- Richard George Lumley, IX conte di Scarbrough (1813–1884)
- Aldred Frederick George Beresford Lumley, X conte di Scarbrough (1857–1945)
- Roger Lumley, XI conte di Scarbrough (1896–1969)
- Richard Aldred Lumley, XII conte di Scarbrough (1932–2004)
- Richard Osbert Lumley, XIII conte di Scarbrough (n. 1973)

L'erede presunto è il fratello dell'attuale detentore, Thomas Henry Lumley (n.1980).

## Linea di successione dei visconti, poi conti di Scarbrough
|                                           |                                             |                                             |                                             |                                             |                                            |                                             |                                              |        |
|                                           |                                             | Richard I visconte Lumley *1628 † 1663      |                                             |                                             |                                            |                                             |                                              |        |
|                                           |                                             |                                             |                                             |                                             |                                            |                                             |                                              |        |
|                                           |                                             |                                             |                                             |                                             |                                            |                                             |                                              |        |
|                                           |                                             | John                                        |                                             |                                             |                                            |                                             |                                              |        |
|                                           |                                             |                                             |                                             |                                             |                                            |                                             |                                              |        |
|                                           |                                             |                                             |                                             |                                             |                                            |                                             |                                              |        |
|                                           |                                             | Richard I conte di Scarbrough *1663 † 1721  |                                             |                                             |                                            |                                             |                                              |        |
|                                           |                                             |                                             |                                             |                                             |                                            |                                             |                                              |        |
|                                           |                                             |                                             |                                             |                                             |                                            |                                             |                                              |        |
|                                           | Richard II conte di Scarbrough *1721 † 1740 | Richard II conte di Scarbrough *1721 † 1740 | Thomas III conte di Scarbrough *1740 † 1752 | Thomas III conte di Scarbrough *1740 † 1752 |                                            |                                             |                                              |        |
|                                           |                                             |                                             |                                             |                                             |                                            |                                             |                                              |        |
|                                           |                                             |                                             |                                             |                                             |                                            |                                             |                                              |        |
|                                           |                                             |                                             | Richard IV conte di Scarbrough *1752 † 1782 |                                             |                                            |                                             |                                              |        |
|                                           |                                             |                                             |                                             |                                             |                                            |                                             |                                              |        |
|                                           |                                             |                                             |                                             |                                             |                                            |                                             |                                              |        |
| George V conte di Scarbrough *1782 † 1807 | George V conte di Scarbrough *1782 † 1807   | Richard VI conte di Scarbrough *1807 † 1832 | Richard VI conte di Scarbrough *1807 † 1832 | John VII conte di Scarbrough *1832 † 1835   | John VII conte di Scarbrough *1832 † 1835  | Frederick                                   | Frederick                                    |        |
|                                           |                                             |                                             |                                             |                                             |                                            |                                             |                                              |        |
|                                           |                                             |                                             |                                             |                                             |                                            |                                             |                                              |        |
|                                           |                                             |                                             |                                             | John VIII conte di Scarbrough *1835 † 1856  | John VIII conte di Scarbrough *1835 † 1856 | Frederick                                   | Frederick                                    |        |
|                                           |                                             |                                             |                                             |                                             |                                            |                                             |                                              |        |
|                                           |                                             |                                             |                                             |                                             |                                            |                                             |                                              |        |
|                                           |                                             |                                             |                                             |                                             |                                            | Richard IX conte di Scarbrough *1856 † 1884 |                                              |        |
|                                           |                                             |                                             |                                             |                                             |                                            |                                             |                                              |        |
|                                           |                                             |                                             |                                             |                                             |                                            |                                             |                                              |        |
|                                           |                                             |                                             |                                             |                                             | Aldred X conte di Scarbrough *1884 † 1945  | Aldred X conte di Scarbrough *1884 † 1945   | Osbert                                       | Osbert |
|                                           |                                             |                                             |                                             |                                             |                                            |                                             |                                              |        |
|                                           |                                             |                                             |                                             |                                             |                                            |                                             |                                              |        |
|                                           |                                             |                                             |                                             |                                             |                                            |                                             | Roger XI conte di Scarbrough *1945 † 1969    |        |
|                                           |                                             |                                             |                                             |                                             |                                            |                                             |                                              |        |
|                                           |                                             |                                             |                                             |                                             |                                            |                                             |                                              |        |
|                                           |                                             |                                             |                                             |                                             |                                            |                                             | Richard XII conte di Scarbrough *1969 † 2004 |        |
|                                           |                                             |                                             |                                             |                                             |                                            |                                             |                                              |        |
|                                           |                                             |                                             |                                             |                                             |                                            |                                             |                                              |        |
|                                           |                                             |                                             |                                             |                                             |                                            |                                             | Richard XIII conte di Scarbrough *2004       |        |